# Franz Smolcic
Franz Smolcic (* 25. Mai 1908 in Königsberg an der Eger, Österreich-Ungarn; † nach 1977 in Kanada) war ein sudetendeutsch-kanadischer politischer Aktivist.

## Leben und Tätigkeit
Smolcic war von Beruf ursprünglich Bergarbeiter. In den 1930er Jahren betätigte er sich in der Sozialdemokratischen Arbeiterpartei der Tschechoslowakei, DSAP, sowie als Funktionär in der „Union der Bergarbeiter in der ČSR“.
Smolcic leistete 1930/31 seinen Wehrdienst in der tschechoslowakischen Armee und wurde während der Sudetenkrise 1938 mobilisiert. Nach dem Münchner Abkommen im Herbst 1938 und der deutschen Übernahme des Sudetenlandes musste er ins Landesinnere der Tschechoslowakei umsiedeln und emigrierte im Februar 1939 nach Großbritannien. Von dort siedelte er später nach Kanada über, wo er sich als Farmer niederließ.
Von den nationalsozialistischen Polizeiorganen wurde Smolcic nach seiner Emigration als Staatsfeind eingestuft: Im Frühjahr 1940 setzte das Reichssicherheitshauptamt in Berlin ihn auf die Sonderfahndungsliste G.B., ein Verzeichnis von Personen, die im Falle einer erfolgreichen deutschen Invasion Großbritanniens durch die Sonderkommandos der SS-Einsatzgruppen mit besonderer Priorität ausfindig gemacht und verhaftet werden sollten.
Von 1960 bis 1962 war Smolcic stellvertretender Obmann und ab 1962 Obmann des Sudetenclub Edmonton. 1962 wurde er Vorstandsmitglied im Zentralverband sudetendeutscher Organisationen in Canada.
1977 ist Smolcic in Edmonton nachweisbar.